# Cappella Gentilizia de Bartolomei
La Cappella Gentilizia De Bartolomei, intitolata a San Gaetano Thiene, sorge nell'attuale Piazza della Libertà a Giulianova. L'edificio sorse nella seconda metà dell'Ottocento per volere dell'Ing. Gaetano De Bartolomei, che in questa cappella voleva inserire il Cenotafio alla memoria dello zio, Angelo Antonio Cosimo De Bartolomei, da cui aveva ereditato cospicue sostanze.
Il progetto iniziale prevedeva "un tempietto semicircolare con pronao, copertura a terrazza balaustrata e primo piano di ridotte dimensioni, esagonale, finestrato" ma successivamente si preferì una struttura molto più semplice, a pianta rettangolare, che è quella oggi visibile su Piazza della Libertà.

## Storia
Nel 1863 moriva Angelo Antonio Cosimo de Bartolomei, controllore dei dazi a Teramo e membro di una delle famiglie notabili di Giulianova, lasciando, poiché celibe, suo erede il nipote Gaetano De Bartolomei, ingegnere e amministratore della cittadina giuliese. Gaetano decise di dedicare al defunto zio un monumento funebre, affidandone la realizzazione al conterraneo scultore Raffaello Pagliaccetti. Inizialmente il monumento fu pensato come un mausoleo da erigere nel cimitero locale ma, dopo aver visto i primi bozzetti dello scultore, si decise per la costruzione di una cappella in cui inserire l'opera come cenotafio.
La cappella gentilizia, quindi, nacque in subordine al monumento funebre e il progetto iniziale fu opera dello stesso committente: Gaetano disegnò "un tempietto semicircolare con pronao, copertura a terrazza balaustrata e primo piano di ridotte dimensioni, esagonale, finestrato" ma successivamente, su consiglio dello stesso Pagliaccetti, preferì una struttura molto più semplice, a pianta rettangolare, che è quella che mantiene ancora oggi. L'edificio fu inserito nell'ambito della razionalizzazione urbana del centro di Giulianova, ed in particolare della zona del Belvedere, che si stava realizzando alla metà dell'Ottocento e di cui Gaetano De Bartolomei fu uno dei fautori, in qualità di tecnico e di amministratore: la cappella sorge di fronte al Palazzo de Bartolomei, edificio porticato che costituì il perno attorno al quale sorsero poi gli altri edifici che fiancheggiano oggi la Piazza della Libertà. I lavori di edificazione iniziarono dopo il 1868, sotto la guida dell'Architetto teramano Lupi (di cui non si conosce il nome, ma accreditato come direttore da Vincenzo Bindi in un articolo del 1916).
La cappella venne consacrata a San Gaetano il 22 agosto 1876.
Oggi la Cappella, divenuta di proprietà comunale e restaurata negli anni Novanta del Novecento, rientra nel polo museale civico di Giulianova ed ospita anche una collezione di  opere dello scultore giuliese Alfonso Tentarelli (1906 - 1992).

## Descrizione
La Cappella, a pianta rettangolare, presenta al suo ingresso un piccolo vestibolo mentre la parete di fondo ospita un'abside, ricavata entro il perimetro dell'edificio attraverso la realizzazione di due piccole stanze laterali a mo' di sacrestia. Le pareti sono movimentate da lesene e nicchie laterali che ospitano dipinti o sculture. La copertura, piana, presenta una cupola centrale con una piccola lanterna per illuminare l'ambiente.
La facciata, prospiciente la piazza, è realizzata in mattoni a faccia vista, sopraelevata rispetto al soffitto ed alla cupola e si caratterizza per la presenza di un balcone con balaustra, coperto da un arco a tutto sesto. Sopra il portone d’ingresso  una  lunetta vetrata, sormontata dallo stemma della famiglia De Bartolomei, funge da lucernario per l'interno. Ai lati del balcone due nicchie ospitano angeli in cotto. Il fastigio è più alto al centro, dov'è collocata una croce inscritta in un cerchio.

## Monumenti sepolcrali della Famiglia De Bartolomei
All'interno della cappella sono ospitati tre monumenti sepolcrali di esponenti della famiglia De Bartolomei, tutti opera di Raffaello Pagliaccetti.

### Cenotafio di Angelo Antonio Cosimo De Bartolomei
Il cenotafio di Angelo Antonio Cosimo De Bartolomei è una delle prime opere realizzata da Raffaello Pagliaccetti su commissione: benché non si conosca la data esatta della sua realizzazione si possono assumere rispettivamente il 1868 come terminus post quem (da una lettera del Pagliaccetti al committente, Gaetano De Bartolomei) e come terminus ante quem il 1876, anno della consacrazione della Cappella.
Il monumento, in marmo bianco, si compone di un grande blocco squadrato con epigrafe su basamento gradinato, su cui poggia un pannello rettangolare decorato a bassorilievo e sormontato da una copertura a timpano, al cui apice è collocato il busto, anch'esso marmoreo, del defunto commemorato. I volumi sono differenziati in modo che il corpo centrale del monumento risulti avanzato rispetto al resto, come poggiante su una parete, anch'essa decorata con modanature e bassorilievi.
Sul blocco centrale, in basso, si legge l'epigrafe:
ALLA CARA MEMORIA
DI ANGELO ANTONIO COSIMO DE BARTOLOMEI
DELLE ISTORIE E ANTICHITA’ PATRIE
DILIGENTE CULTORE
SCRITTORE E POETA GENTILE
NATO NEL MDCCLXXXVII
MORTO IL DI XXVI NOV. MDCCCLXII
IL NIPOTE GAETANO DE BARTOLOMEI
AFFETTUOSO RICONOSCENTE P.
Il pannello centrale, simile ad una metopa ed imitante l'interno di un tempietto (di cui il timpano imita il tetto), contiene tre figure scolpite in bassorilievo, in atteggiamento luttuoso: da sinistra una fanciulla, in abito antico, con capelli fluenti e coronata di spighe, tiene la mano di una seconda figura femminile, in abiti e copricapo di foggia egizia, preceduta da un giovinetto alato, caratterizzato da chioma leonina e coperto da un panneggio alla cintola, che tiene una torcia spenta girata verso il basso ed un tralcio di alloro. Secondo Vincenzo Bindi, che ci ha lasciato la sola descrizione esistente dell'opera, le tre figure rappresentano i Geni della poesia, della storia e dell'archeologia, a ricordo dell'attività di storico, poeta ed archeologo del defunto. In realtà la figura maschile sembra presentare tutti i tratti distintivi di Tanato, anche se si tratta di un'ipotesi non suffragata da studi.
Ai lati del pannello, due festoni di fiori e frutti confermano il gusto neoclassico dell'opera: in basso due vasi contengono rispettivamente grano e uva, seguiti in un movimento verticale da palmette e motivi decorativi vegetali tra i quali sono riconoscibili papaveri, mirto, fiori recisi e melograni, tutti simboli che rimandano all'iconologia sepolcrale.
In alto, al centro del timpano, compare lo stemma della famiglia De Bartolomei, sormontato dal busto di Angelo Antonio Cosimo, cui è dedicato il cenotafio. Di questo busto il Bindi scriveva:
" ... scolpito con sì elegante semplicità, con tanta espressione degli occhi e del volto e con così grande naturalezza da rendere il carattere arguto e festevole, e, nel tempo stesso, dolce e bonario dell’illustre Estinto: egli par vivo e parlante."

### Altri monumenti funebri
I lati del piccolo vestibolo della cappella sono occupati rispettivamente da due lapidi commemorative, anch'esse opera di Raffaello Pagliaccetti, rispettivamente di Luigi De Bartolomei e Giovanni De Bartolomei, fratello e padre del committente Gaetano De Bartolomei.
Luigi de Bartolomei, che era stato aiutante maggiore della Guardia Nazionale ed era morto a 25 anni, è ricordato da una lapide in marmo venato, alla sommità della quale, entro un medaglione in marmo di Carrara, la sua figura è rappresentata in altorilievo, in divisa e contornato da una corona di foglie di alloro e di quercia. In basso, il medaglione è incorniciato da un festone di sempreverdi e, sotto l'iscrizione lapidaria, è scolpito in bassorilievo lo stemma familiare.
Sulla lapide si legge:
A LUIGI DE BARTOLOMEI
DA GIULIANOVA
AIUTANTE MAGGIORE DE LA MILIZIA NAZIONALE
DI FORTE ANIMO D’INGEGNO FELICE
CHE
PER L’AMORE ALLA PATRIA RISORTA
SI FE’ SEVERO A’ SUOI E A SE STESSO
VEGLIO’ INDEFESSO A’ MILITARI UFFICII
DELLA TERRA NATALE CURA ED AMORE
A DI’ XX OTTOBRE MDCCCLXIV
GIOVINE QUILUSTRE MANCO’ ALLA VITA
GAETANO FRATELLO
POSE E DEDICO’ LAGRIMANDO
AL GERMANO INCOMPARABILE
A Giovanni De Bartolomei, sul lato opposto del Vestibolo, è dedicato un busto collocato in una nicchia di marmo verde entro una lapide, anch'essa arricchita dallo stemma familiare, su cui si legge l'epigrafe:
A TE GIOVANNI DE BARTOLOMEI
GENITORE VIRTUOSO E CARO
VISSUTO XVI LUSTRI FINO AL MDCCCLXIX
NOSTRO AMORE IN VITA
SOSPIRO E DESIDERIO OLTRE LA TOMBA
QUESTO MARMO
GAETANO RACHELE ED ELISA TUOI FIGLI
DEDICHIAMO
ANNO MDCCCLXXIV

### Altre opere scultoree
A Raffaello Pagliaccetti si deve anche la realizzazione delle due piccole acquasantiere in marmo collocate ai lati del vestibolo, con testine d'angelo in bassorilievo.